# Лима Силва, Адриелсон Шаванн
Адриелсон Шаван Лима Силва (порт.-браз. Adryelson Shawann Lima Silva; род. 23 марта 1998, Баран-ди-Гражау, Мараньян) — бразильский футболист, защитник клуба «Олимпик Лион», выступающий на правах аренды за клуб «Андерлехт».

## Клубная карьера
Адриелсон — воспитанник клубов «Палмейрас» и «Спорт Ресифи». 5 апреля 2015 года в поединке Лиги Пернамбукано против «Санта-Круз» игрок дебютировал за основной состав последних. 6 октября 2018 года в матче против «Интернасьонала» он дебютировал в бразильской Серии A. В этом же поединке игрок забил свой первый гол за «Спорт Ресифи». По итогам сезона клуб вылетел в бразильскую Серию B, но он остался в команде и в 2020 году помог ей вернуться в элиту. Летом 2021 года Адриелсон на правах аренды перешёл в арабский «Аль-Васл». 20 августа в матче против «Бани Яс» он дебютировал в чемпионате ОАЭ. 30 декабря в поединке против «Аль-Уроба» игрок забил свой первый гол за «Аль-Васл».
Летом 2022 года Адриелсон перешёл в «Ботафого». 14 августа в матче против «Атлетико Гоияниенсе» он дебютировал за новую команду. 26 мая 2023 года в поединке Южноамериканского кубка против перуанского «Универсидад Сесар Вальехо» игрок забил свой первый гол за «Ботафого».
В начале 2024 года Адриэлсон перешёл во французский «Олимпик Лион», подписав контракт на 4,5 года. Сумма трансфера составила 3,58 млн. евро, а также 50% от дальнейшей перепродажи.
15 января 2025 года Адрьелсон был арендован бельгийским «Андерлехтом» до конца сезона 2024/25 с опцией выкупа.

## Международная карьера
В 2015 года в составе юношеской сборной Бразилии Адриелсон выиграл юношеский чемпионат Южной Америки в Парагвае. На турнире он сыграл в матчах против команд Венесуэлы и Колумбии.

## Достижения
Клубные
 «Спорт Ресифи»
- Победитель Лиги Пернамбукано — 2017

Международные
 Бразилия (до 17)
- Победитель юношеского чемпионата Южной Америки — 2015